# デニー・ビル
デニー・ビル（Dany Bill、1974年4月28日 - ）は、フランス出身の男性キックボクサー。身長176cm、体重76kg。フランスのベテラン黒人ファイター。スキンヘッドが特徴的。

## 来歴
1996年7月14日、S-cup '97の1回戦でハッサン・カスリオイと対戦し、判定負け。
1997年5月9日、シュートボクシングで緒形健一と対戦し、TKO勝ち。
1997年11月22日、ラモン・デッカーと対戦し、判定勝ち。
2006年1月28日、SuperLeague Hungaryにてスーパーリーグデビュー。モイセス・バプティスタ・デソウサに判定負け。
2006年3月11日、SuperLeague Apocalypse 2006にてロベルト・コッコに判定勝ち。